# 雷克斯福德·特格韦尔
雷克斯福德·盖伊·特格韦尔（Rexford Guy Tugwell，1891年7月10日—1979年7月21日），生於纽约州辛克莱尔维尔，美国农业经济学家、大学教授、政治家，美国民主党成员，曾任波多黎各总督（1942年-1946年）。
特格韦尔是美国总统富兰克林·D·罗斯福的智囊团成员。